# John Marsden
John Marsden, född 27 september 1950 i Melbourne, Victoria, död 18 december 2024 i Lancefield nära Melbourne, var en australisk författare.
År 1960 flyttade familjen till Sydney där John tillbringade resten av sin skolgång i The Kings School. Skolan drevs i militär anda men John Marsden var en av de få pojkar som lyckades gå ut skolan utan en enda militär utmärkelse. Marsden tillbringade mycket tid i kvarsittningsrummet. Dock tilldelades han flera utmärkelser för sina studieresultat. När Marsden slutat skolan hoppade han av fyra olika universitetskurser inom loppet av fem år, samtidigt som han prövade på alla tänkbara jobb. Till slut hittade han rätt och blev lärare, men han fortsatte parallellt med sitt skrivande.

## Karriär
John Marsden debuterade med boken So Much To Tell You 1987. Manuset till boken hade då refuserats av sex olika förlag innan det slutligen hamnade på det nystartade förlaget Walter McVitty Books, som antog det. När boken publicerades var John Marsden 37 år, och han har sedan dess varit en av Australiens mest framgångsrika författare för unga. 
John Marsden delar numera sin tid mellan att undervisa och att skriva. Han bor i Sandon, Victoria, i en ombyggd pub. Marsden håller nuförtiden föredrag och leder skrivarkurser och seminarier. 
John Marsdens mest populära böcker i Sverige är "Imorgon när kriget kom"-serien, om ungdomar som blir motståndsmän (och -kvinnor) i ett krigsdrabbat Australien. De har kommit ut i flera upplagor, både som inbundna böcker och i pocketversion, och har tillsammans sålt i över 115 000 exemplar.

## Priser och utmärkelser
"So Much To Tell You" blev utnämnd till CBC Australian Childrens Book of the Year 1988, fick The Koala Award och Christopher-medaljen i USA. Letters From the Inside var nominerad till CBC 1992. 

### Fristående romaner
- Så mycket att berätta för dig, 1990 (So much to tell you, 1987)
- Breven inifrån, 1995 (Letters from the inside, 1992)
- Vi ses... Tony, 1998 (Dear Miffy, 1997)
- En bricka i spelet, 1999 (Checkers, 1997)
- Sanningen om Winter, 2002 (Winter, 2001)

### Imorgon-serien
1. Imorgon när kriget kom, 1996 (Tomorrow when the war began, 1993)
2. När natten är som mörkast, 1997 (The dead of the night, 1994)
3. Den tredje dagens kyla, 1997 (The third day, the frost, 1995)
4. Nu är mörkrets tid, 1998 (Darkness, be my friend, 1996)
5. Så grydde hämndens timme, 1999 (Burning for revenge, 1997)
6. I skymningens land, 2000 (The night is for hunting, 1998)
7. På andra sidan gryningen, 2000 (The Other Side Of Dawn, 1999)

### Ellie
1. Ellie: Så länge jag finns, 2005 (While I live: The Ellie Chronicles, bok 1 2003)
2. Ellie: Aldrig som förr, 2006: (Incurable: The Ellie Chronicles, bok 2 2005)
3. Ellie: Vingar som bär, 2007 (Circle Of Flight: The Ellie Chronicles, bok 3 2006)

### Böcker som ej översatts till svenska
- The Journey, 1990
- The Great Gatenby, 1991
- Take my word for it, 1993
- Creep Street, 1996
- Cool School, 1996
- For weddings and a funeral, 1996
- Staying alive in Year 5, 1996
- Looking for trouble, 1996
- Secret men's business, 1998
- Everything I know about writing, 1998
- Prayer for the 21st century, 1999
- Marsden on Marsden, 2000
- Out of time, 2001
- The head book, 2001